# Midnight Lace
Midnight Lace is een film uit 1960 onder regie van David Miller.

## Verhaal
Op een dag hoort Kit dreigende stemmen van iemand die ze niet kan zien. Ze rent angstig naar huis. Haar man denkt dat het een grap van iemand was, maar dezelfde man begint nu ook te bellen.

## Rolverdeling
| Acteur            | Personage              |
| ----------------- | ---------------------- |
| Doris Day         | Kit Preston            |
| Rex Harrison      | Anthony 'Tony' Preston |
| John Gavin        | Brian Younger          |
| Myrna Loy         | Beatrice Corman        |
| Roddy McDowall    | Malcolm                |
| Herbert Marshall  | Charles Manning        |
| Natasha Parry     | Peggy Thompson         |
| Hermione Baddeley | Dora Hammer            |
| John Williams     | Detective Byrnes       |
| Richard Ney       | Daniel Graham          |
| Anthony Dawson    | Roy                    |
| Rhys Williams     | Victor Elliot          |
| Richard Lupino    | Simon Foster           |